# David Mathews
David ("Dave") Mathews (25 mei 1977) is een Engels hockeyer.
Mathews speelde van 2002 tot en met 2005 in de Nederlandse Hoofdklasse voor Amsterdam H&BC. Hij werd tweemaal landskampioen met die club en stond in 2004 bovenaan de topscorerslijst van de hoogste competitie in Nederland. De middenvelder annex aanvaller kwam ook veelvuldig uit voor de Engelse hockeyploeg, maar op het WK 2002 na bleven andere grote toernooien voor Mathews uit. In eigen land speelde hij hockey in het shirt van de Canterbury Hockey Club.